# Феліксув (Турецький повіт)
Феліксув (пол. Feliksów) — село в Польщі, у гміні Малянув Турецького повіту Великопольського воєводства.
Населення — 393 особи (2011).
У 1975-1998 роках село належало до Конінського воєводства.

## Демографія
Демографічна структура станом на 31 березня 2011 року:
|          | Загалом | Допрацездатний вік | Працездатний вік | Постпрацездатний вік |
| -------- | ------- | ------------------ | ---------------- | -------------------- |
| Чоловіки | 198     | 43                 | 130              | 25                   |
| Жінки    | 195     | 42                 | 104              | 49                   |
| Разом    | 393     | 85                 | 234              | 74                   |